# Tegla Loroupe
Tegla Loroupe, född den 9 maj 1973, är en kenyansk före detta friidrottare som tävlade i långdistanslöpning. 
Loroupe deltog vid VM 1993 på 10 000 meter där hon slutade på fjärde plats. Vid VM 1995 i Göteborg blev hon bronsmedaljör på tiden 31.17,56. 1997 missade hon medalj på 10 000 meter vid VM i Aten då hon slutade på sjätte plats. Däremot vann hon guld vid VM i halvmaraton. Såväl 1998 som 1999 försvarade hon sitt guld i halvmaraton. 
1999 blev hon för andra gången bronsmedaljör på 10 000 meter då hon sprang på 30.32,03 vid VM i Sevilla. Hennes sista stora internationella mästerskap var Olympiska sommarspelen 2000 där hon slutade på en femte plats. 
Hon har även haft framgångar i maraton och vunnit tävlingarna i Berlin, Rotterdam, Köln, London, Rom och New York. Hon har vidare slagit världsrekorden på de mer ovanliga distanerna 20 km, 25 km och 30 km samt entimmeslöpning. Mellan åren 1998 och 2001 hade hon även världsrekordet i maraton.

## Personliga rekord
- 10 000 meter - 30.32,03
- 20 km - 1:07.58
- 1 timme - 18 340 meter
- Halvmaraton - 1:07.32
- 25 km - 1:26.33
- 30 km - 1:42.32
- Maraton - 2:20.43